# Jarmila Kratochvílová
Jarmila Kratochvílová (ur. 26 stycznia 1951 w Golčův Jeníkovie) – czeska lekkoatletka startująca w barwach Czechosłowacji, mistrzyni i rekordzistka świata, medalistka olimpijska. Startowała głównie w biegu na 400 m, ale światowe sukcesy odnosiła także w biegach na 800 m i 200 m.
Podczas Igrzysk Olimpijskich w Moskwie 1980 zdobyła srebrny medal na 400 m (za Maritą Koch).
Była dwukrotną srebrną medalistką Mistrzostw Europy w Atenach 1982 na 400 m i w sztafecie 4 × 400 m.
Największe sukcesy osiągnęła w 1983. Najpierw 26 lipca w Monachium pobiła rekord świata na 800 m rezultatem 1:53,28 min, który do tej pory nie został poprawiony. Było to tym bardziej zaskakujące, że Kratochvílová nie specjalizowała się w biegu na tym dystansie.
Ustanowienie rekordu świata sprawiło, że postanowiła wystąpić na I Mistrzostwach Świata w Helsinkach zarówno na 400 m, jak i na 800 m. Na obu tych dystansach zdobyła złote medale, a także srebrny medal w sztafecie 4 × 400 m. W biegu na 400 m ustanowiła rekord świata wynikiem 47,99 s, który przetrwał do 1985. Rezultat ten jest drugim w historii światowej lekkoatletyki.
Czterokrotnie zdobywała mistrzostwo Europy w hali: na 400 m w Grenoble 1981, Mediolanie 1982 i Budapeszcie 1983 oraz na 200 m w Göteborgu 1984. W Wiedniu 1979 zdobyła srebrny medal na 400 m.
Była dziewięciokrotną mistrzynią Czechosłowacji na otwartym stadionie:
- bieg na 100 metrów – 1979 i 1980
- bieg na 200 metrów – 1976, 1978, 1979 i 1980
- bieg na 400 metrów – 1976, 1982, 1983 i 1984
- bieg na 800 metrów – 1985

Siedem razy zdobywała mistrzostwo Czechosłowacji w hali:
- bieg na 60 metrów – 1979 i 1981
- bieg na 400 metrów – 1974, 1976, 1977, 1978 i 1979

Po zakończeniu kariery rozpoczęła pracę jako trener.

## Odznaczenia
- Medal Za Zasługi I Stopnia – 2013[1]